# Iliás Shurpáyev
Iliás Imránovich Shurpáyev (en ruso: Ильяс Имранович Шурпаев; 25 de julio de 1975 – 21 de marzo de 2008) fue un periodista ruso.
Shurpáyev nació en el Daguestán, graduándose de la universidad local, en donde se especializó en filología). Trabajó en el Canal 1 de la televisión pública de Rusia como corresponsal de prensa, haciendo despachos desde la región del Cáucaso, incluyendo Daguestán y Chechenia.
El 21 de marzo de 2008, Shurpáyev fue hallado muerto en su departamento de Moscú con rastros en su cuello de haber sido asfixiado con un cinturón. Un incendio fue iniciado en su departamento  tras el ataque. Horas antes de su muerte, Shurpáyev había escrito en su blog que los dueños de un periódico de Daguestán en el que trabajaba le habían prohibido seguir publicando: "¡Ahora soy un disidente!", era el irónico título de esta última entrada.
El Comité de Investigaciones del ministerio público ruso abrió un caso criminal por el asesinato del periodista.
Shurpáyev es uno de los más de treinta periodistas que han sido asesinados en Rusia desde el año 2000. Según fuentes rusas, en la noche en que fue asesinado, Shurpáyev le pidió al conserje del edificio en que residía que permitiera el ingreso de dos hombres jóvenes a la entrada afirmando que eran sus invitados.
En la tarde del mismo día, Gaji Abashilov, que trabajaba como jefe de una compañía de televisión local daguestaní fue asesinado en Majachkalá.